# Hiroki Suzuki (1985)
Hiroki Suzuki (鈴木拡樹 ) (Osaka, Japão, 4 de Junho de 1985), é um ator japonês.

## Filmografia

### Filmes
| Ano  | Título original                                         | Título em português | Papel                              | Observações |
| 2010 | Kamen Rider x Kamen Rider: W & Decade Movie Taisen 2010 |                     | Kazuma Kentate / Kamen Rider Blade |             |
| 2010 | Light Novel no Tanoshii Kakikata                        |                     | Kiyomaro Ishikiri                  |             |
| 2011 | En-Enishi                                               |                     | Jun                                |             |
| 2011 | Ike! Danshi Koukou Engekibu                             |                     | Himuro                             |             |

### Televisão
| Ano  | Título original   | Título em português | Papel         | Observações |
| 2010 | Koko wa Greenwood |                     | Shun Kisaragi |             |
| 2010 | Fuma no Kojiro    |                     | Reira         |             |

### Tokusatsu
| Ano  | Título original    | Título em português | Papel                              | Observações              |
| 2009 | Kamen Rider Decade |                     | Kazuma Kentate / Kamen Rider Blade | ep. 8,9,30 e 31 TV Asahi |